# Szovjet U21-es labdarúgó-válogatott
A Szovjet U21-es labdarúgó-válogatott Szovjetunió 21 éven aluli labdarúgó-válogatottja volt, melyet a Szovjet labdarúgó-szövetség irányított.

## U23-as labdarúgó-Európa-bajnokság
- 1972: Ezüstérmes
- 1974: Elődöntő
- 1976: Aranyérmes

## U21-es labdarúgó-Európa-bajnokság
- 1978: nem jutott ki
- 1980: Aranyérmes
- 1982: Elődöntő
- 1984: nem jutott ki
- 1986: nem jutott ki
- 1988: nem jutott ki
- 1990: Aranyérmes
- 1992: nem jutott ki

## Olimpiai szereplés
- 1992: Nem jutott ki

## Utódállamok
| Válogatott       | Szövetség            |
| ---------------- | -------------------- |
| Azerbajdzsán     | UEFA                 |
| Észtország       | UEFA                 |
| Fehéroroszország | UEFA                 |
| Grúzia           | UEFA                 |
| Kazahsztán       | UEFA (AFC:1992-2002) |
| Kirgizisztán     | AFC                  |
| Lettország       | UEFA                 |
| Litvánia         | UEFA                 |
| Moldova          | UEFA                 |
| Oroszország      | UEFA                 |
| Örményország     | UEFA                 |
| Tádzsikisztán    | AFC                  |
| Türkmenisztán    | AFC                  |
| Ukrajna          | UEFA                 |
| Üzbegisztán      | AFC                  |